# 南崗駅 (広州地下鉄)
南崗駅（なんこうえき、中文表記: 南岗站）は、中華人民共和国広東省広州市黄埔区黄埔東路と南崗路と亨元路の交差点にある広州地下鉄13号線の駅である。駅番号は13/06。

## 歴史
- 2014年7月：着工[1]。
- 2017年12月28日：開業[2]。

## 駅構造
島式ホーム1面2線を有する地下駅。沙村側に引き上げ線が2線ある。

### のりば
| 番線 | 路線     | 行先     |
| ---- | -------- | -------- |
| 1    | ■ 13号線 | 新沙方面 |
| 2    | ■ 13号線 | 魚珠方面 |

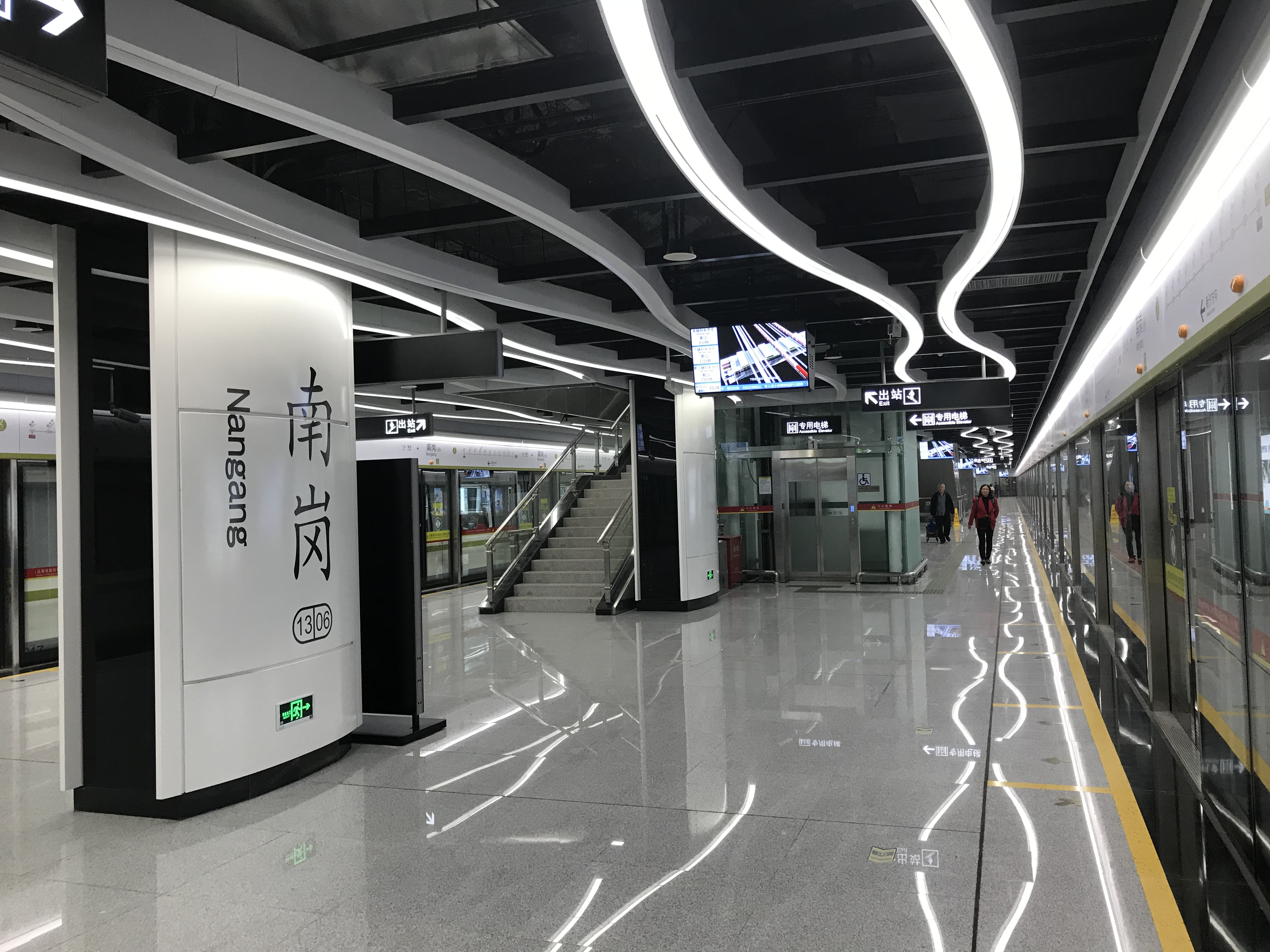
ホーム（2018年1月）
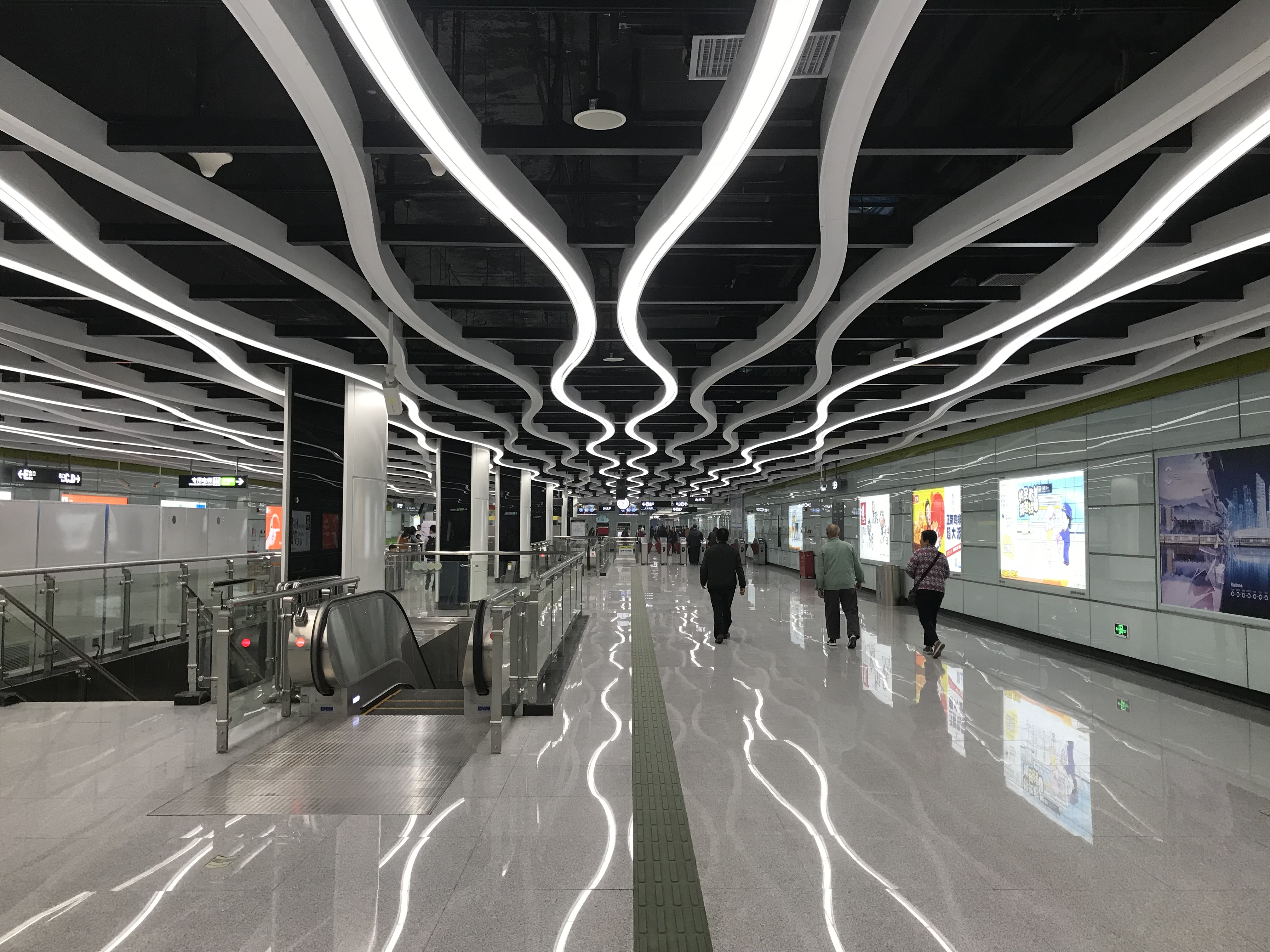
コンコース（2018年1月）

## 駅周辺
- 南崗新城
- 南崗新街市
- 南崗墟
- 南港小学
- 広州開発区医院（南崗院区）
- 富域尚品居
- 鴻福門広場
- 南崗山公園
- 南豊商務中心
- 教師新村
- 広州市黄埔区新港中学
- 亨元花園

## 隣の駅
広州地下鉄
■ 13号線
夏園駅 1305 - 南崗駅 1306 - 沙村駅 1307